# Megyeri
A Megyeri vagy Megyery régi magyar családnév, amely a származási helyre utalhat: Megyer (Veszprém vármegye), Békásmegyer, Káposztásmegyer és Megyer (Budapest), Megyer (Baranya vármegye, ma Pécs városrésze), Koppánymegyer (Somogy vármegye, ma Bábonymegyer része), Bélmegyer és Mezőmegyer (Békés vármegye), Kismegyer (Győr-Moson-Sopron vármegye, Győr városrésze), Nógrádmegyer (Nógrád vármegye), Pócsmegyer (Pest vármegye), Vasmegyer (Szabolcs-Szatmár-Bereg vármegye), Nagymegyer és Tótmegyer (Szlovákia, korábban Komárom vármegye illetve Nyitra vármegye).

## Híres Megyeri nevű személyek
Megyeri
- Megyeri Károly (1799–1842) színész, drámafordító- és író
- Megyeri Barna (1920–1966) szobrászművész
- Megyeri Károly (1927–1999) újságíró, riporter
- Megyeri László (1956) magyar színházigazgató, egyetemi tanár
- Megyeri Károly (1961) labdarúgó, középpályás
- Megyeri Boglárka (1987) válogatott labdarúgó, középpályás
- Megyeri Balázs (1990) magyar labdarúgó

Megyery
- Megyery Sári (1897–1983) színésznő, író, költő, újságíró